# Saint-Vallier (Charente)
Saint-Vallier – miejscowość i gmina we Francji, w regionie Nowa Akwitania, w departamencie Charente.
Według danych na rok 1990 gminę zamieszkiwały 182 osoby, a gęstość zaludnienia wynosiła 10 osób/km² (wśród 1467 gmin regionu Poitou-Charentes, Saint-Vallier plasuje się na 813. miejscu pod względem liczby ludności, natomiast pod względem powierzchni na miejscu 464.).